# Science-Fiction-Jahr 1849
Übersicht

◄◄ | ◄ | 1845 | 1846 | 1847 | 1848 | Science-Fiction-Jahr 1849 | 1850 | 1851 | 1852 | 1853 | ► | ►►

Weitere Ereignisse

## Geboren
- Andrew Blair († 1885)
- John Uri Lloyd († 1936)

## Gestorben
- Edgar Allan Poe (* 1809)